# Mike Lobel
Pour les articles homonymes, voir Lobel.
Michael Ryan Lobel (née le 7 mars 1984 à Toronto, Canada), est un acteur canadien.

## Filmographie
- 2003 - 2009 : Degrassi : La Nouvelle Génération : Jay Hogart
- 2004 : Sue Thomas: F.B.Eye : Lance Rose
- 2004 : Zixx Level One : Lars
- 2007 : The Best Years : Handles McPherson
- 2011 - 2013 : Really Me! : DJ